# Klinke (Biggesee)

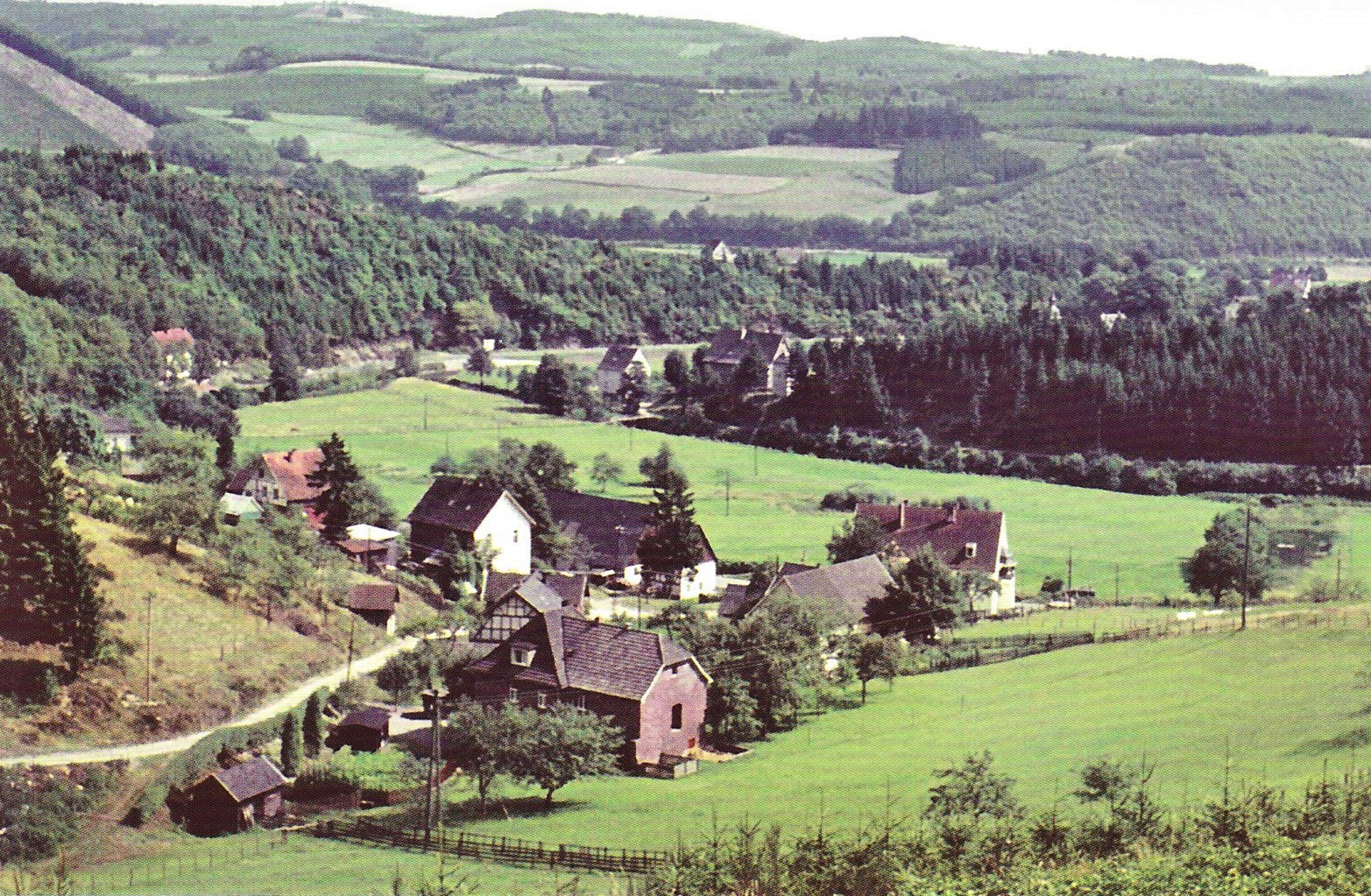
Blick auf den ehemaligen Attendorner Ortsteil Klinke

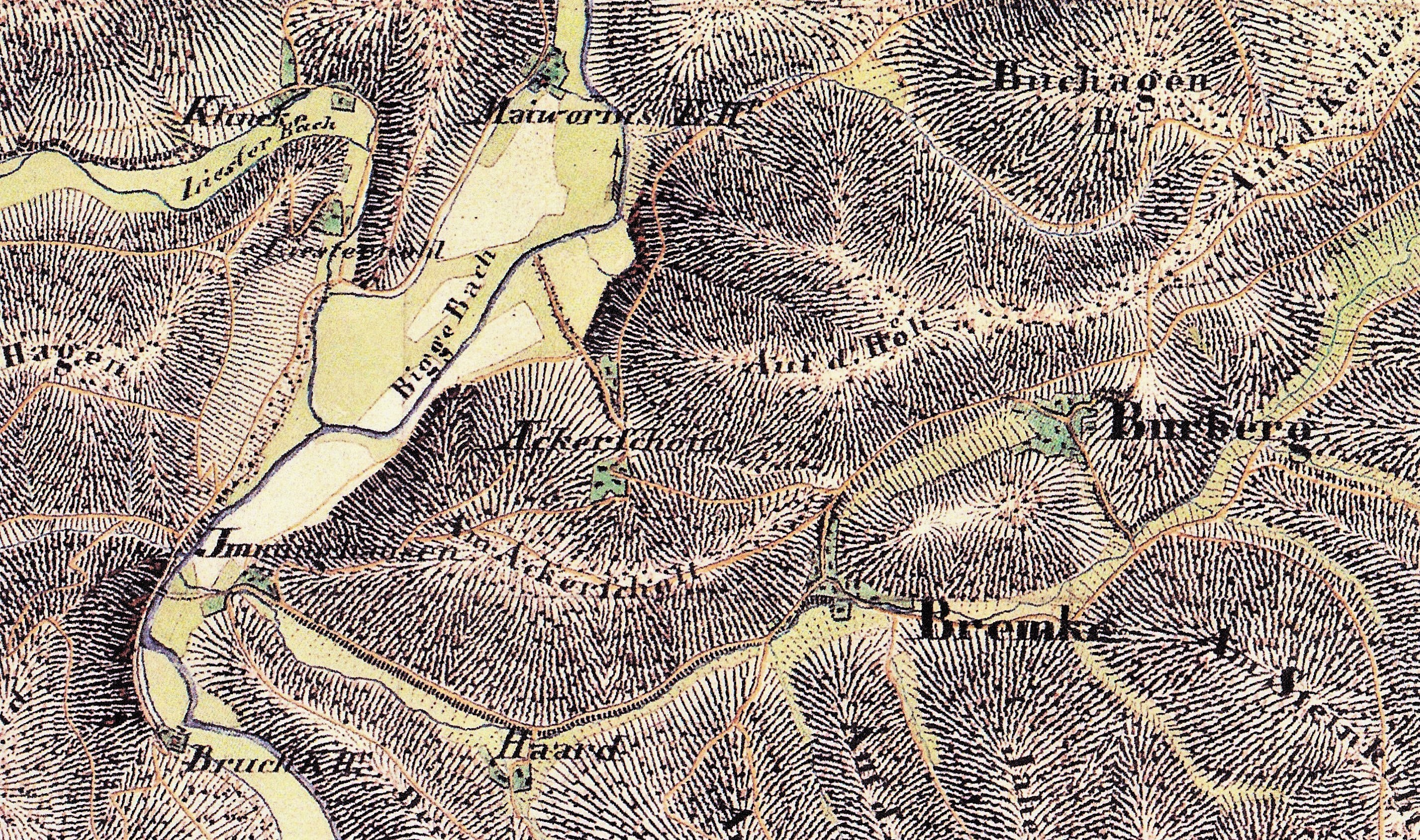
Lage von Klinke auf der Urkarte von 1836

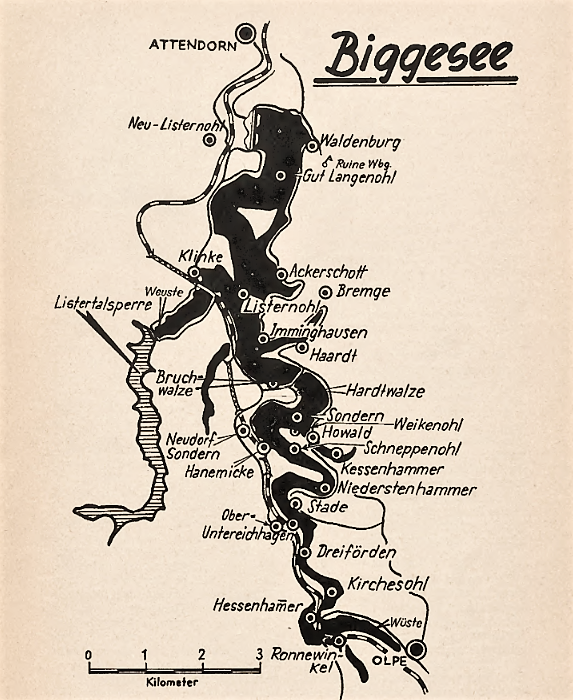
Karte der untergegangenen Orte im Biggesee

Klinke ist ein ehemaliges Dorf, das für den Bau der Biggetalsperre devastiert wurde. Klinke lag in Nordrhein-Westfalen im mittleren Biggetal zwischen Olpe und Attendorn.
Der Bau der Talsperre wurde schon vor dem Zweiten Weltkrieg beschlossen, musste aber für die Dauer des Krieges zurückgestellt werden. Etwa ab 1950 nahm man das Projekt wieder auf. 1965 war die Biggetalsperre fertiggestellt, so dass mit dem Einstau von Wasser begonnen werden konnte. Das Gebiet des ehemaligen Ortes liegt heute auf dem Grund der Talsperre im Bereich des unteren Listertals.

## Geschichte
Klinke lag 400 m nordwestlich von Listernohl und führte teilweise bis um 1700 die Bezeichnung Hülten- oder Holzenklinken. Der Ortsname kann mit „beim hölzernen Schlagbaum“ gedeutet werden. Politisch gehörte Klinke zum Amt Waldenburg und im Gogericht und Kirchspiel Attendorn zur Bauerschaft Albringhausen, der auch die westlich gelegenen Weuste, Eichen u. a. angehörten. Im Schatzungsregister von 1565 wurden in der Bauerschaft ein Heineman uff der Klincken mit einer Abgabe von 1 ort (¼ Gg) und ein Johan zu Zygensiepen mit 2½ Goldgulden genannt.
In der Zeit des Erzbischofs Adolf (1547–1556) ist Heinemann uf der Hulten klinken mit 6 Schillingen und kleinen Dienstleistungen an den Richter zu Valbert aufgeführt. Besitzer dieses Hofes und von Hof Ziegensiepen (wüst um 1620) war Hermann von Hatzfeld. Im Jahre 1574 versetzte Hermann beide Höfe für 300 Taler dem Kloster Drolshagen gegen 15 Taler Jahreszins und das Recht, die Höfe zu bebauen und wieder einzulösen. 1579 wurde ein Goddert uff der Hultzen Klincken und 1590 ein Godefrid auf der Klincken genannt.
Am 8. Mai 1592 verkaufte Hermann von Hatzfeld dem Johann Reusche (Rüsche) zu Maiwormshammer die Höfe mit allem Zubehör. Nach Johanns Tod wurde das ab 1608 immer mehr verschuldete Gut unter 11 Erben aufgeteilt. Einige Erben nahmen danach auf ihre Anteile Gelder auf, fünf Erben verkauften sie 1644/46 an den Attendorner Gograf Theodorus Burghoff. Der Miterbe Johann Rüsche, Pastor zu Altenrüthen, löste 1650 die verkauften und verpfändeten Anteile von Burghoff wieder ein. Pächter des Gutes war Kaspar Feldmann, danach Wilhelm Fernholz. Später bemühte sich Peter Rüsche von Maiwormshammer, das Gut seiner Voreltern wiederzubekommen. Er heiratete die Tochter Fernholz und um die auf dem Gut liegenden Schulden abzulösen, nahm er vom Kloster Ewig Gelder auf, die schließlich auf 800 Reichstaler anwuchsen. Nach Aufhebung des Klosters (1803) wurden sie später von den Nachkommen getilgt. Bis zum Ende von Klinke waren Vertreter der Familie Rüsche Inhaber des Gutes, zu dem aber zuletzt nur noch wenige Morgen Land gehörten, da der frühere ausgedehnte Grundbesitz im Laufe der Zeit zersplitterte und teilweise in fremde Hände gelangte.
Hermann von Hatzfeld verkaufte 1592 dem Johann Reusche außer den beiden Höfen auch eine Hammerstätte mit ihrer Gerechtigkeit auf der Lister. Besitzer des mit zwei Feuern betriebenen Hammers waren 1612 die beiden Attendorner Cornelius Zeppenfeld und Degenhart Gertmann. 1797 wurde von Peter Anton Brocke aus Olpe ein neuer Hammer errichtet. Um 1800 betrieb Engelhard aus Olpe den Klinker Stückhammer. In den Jahren 1812 bis 1826 und 1843 war Wilhelm Rüsche als Fuhrmann für den Klinker Hammer tätig, überwiegend mit Fuhren nach Olpe. 1827 wurden aus 220 Karren Stahleisen zu 4400 Reichstaler von 6 Arbeitern 170 Karren fertiger Stahl zu 9180 Reichstalern produziert. 1837 besaß Josef Bonzel aus Olpe den Rohstahlhammer und legte einen Sammelteich an. Der später zum Puddelwerk umgestaltete Betrieb produzierte 1855 mit 1 Puddelofen und 5 Schweißfeuern 10.163 Zentner Stabeisen zu 50.815 Talern. Beschäftigt waren 27 Arbeiter (mit Familie 121 Personen). Das Werk stellte um 1886 den Betrieb ein und wurde 1896 abgerissen. Das Gelände übernahm Josef Fünkeler aus Heggen, der dort ein Sägewerk anlegte und betrieb, das aber 1899 zusammen mit dem Wohnhaus abbrannte und neu aufgebaut werden musste. 1922 baute er anstelle des Wasserrades eine Turbine mit 100 PS und später eine weitere mit 18 PS ein. Damit erzeugte er Strom für seinen Betrieb, teilweise auch für die Nachbarschaft. Um 1930 veräußerte Fünkeler das Werk mit Zubehör an den Ruhrtalsperrenverein.
Politisch gehörte Klinke ab 1819 im Amt Attendorn zur Gemeinde Attendorn-Land. Seit 1839 mussten die Kinder von Klinke und 22 anderen Orten die Schule in Listerscheid besuchen. In den 1880er Jahren stieg dort die Schülerzahl so stark an, dass 1888/89 zusätzlich in Klinke eine einklassige Schule mit Lehrerwohnung (Lehrer Hussing) gebaut wurde. 1897 wurden hier 62 Kinder aus 11 Orten unterrichtet. Als später diese Schule auch nicht mehr ausreichte, baute man 1911/12 in Listernohl, nahe der Kirche, eine neue dreiklassige Schule. Die Klinker Schule wurde geschlossen und die Schulkinder bis zu ihrem Abriss im Jahre 1965 in der  Listernohler Schule unterrichtet.
Klinke hatte 1817 ein Wohnhaus mit 15 Bewohnern. Im Jahr 1885 gab es 52 Einwohner in 5 Wohnhäusern und die Gastwirtschaft von Johann Josef Rüsche. 1936 hatte der Ort 14 Wohnhäuser mit 25 Haushaltungen und 117 Einwohner. Das Adressbuch von 1956 führt in Klinke die Namen „Ahrndt, Bräutigam (Förster), Breidebach (3, Paul Gastwirt), Brüggemann (4, Heinrich Lehrer), Buchwald, Eisenburger (2), Florath, Greitemann (2), Happ, Jorga, Kürschner, Langenohl (6), Luke (4), Muckenhaupt, Nebeling, Pfeiffer (2), Piehler, Redecker, Rinscheid, Rüsche (13), Schmitz (3), Stuff, Theissen, Thys und Völlmecke“ auf. Umgesiedelt wurden 38 Familien mit 139 Personen (Stand: 9. November 1950).
Als das Dorf der neuangelegten Biggetalsperre weichen musste, haben sich die meisten Bewohner von Listernohl und Klinke in Neu-Listernohl angesiedelt, unweit des ehemaligen Klosters Ewig.